# Diethelm Sack
Diethelm Sack (Frankfurt am Main, 1948. június 7.  – ) a német Deutsche Bahn egyik vezetője.
Ő a felelős a pénzügyért és az irányításért.
Korábban, 1970 és 1976 között a Franz Garny AG-nél volt végrehajtó.
1976-tól 1991-ig adatkezelőként dolgozott a VDO Adolf Schinding AG-nál.
1991 novemberében a Deutsche Bundesbahnhoz került. 1993 márciusától az NDK-ban található Deutsche Reichsbahnhoz került.